# Jean Dufourcq
Pour les articles homonymes, voir Dufourcq.
Jean Dufourcq est un militaire français, né le 6 mai 1948. Contre-amiral en deuxième section, il est ensuite chercheur en affaires stratégiques, associé à l'Institut de stratégie comparée de l'École militaire à Paris (programme « Méditerranée occidentale »), membre honoraire de l'Académie de marine. 
Il a été rédacteur en chef et secrétaire général de la Revue Défense Nationale. Depuis 2014, il est rédacteur en chef de la lettre bimensuelle d'analyse stratégique La Vigie qu'il a fondée avec son associé Olivier Kempf.

## Biographie
Ancien élève du Prytanée militaire de La Flèche et de l'École navale (EN 69), ancien commandant du sous-marin d’attaque Ouessant en Méditerranée et de l’aviso escorteur EV Henry en Atlantique, le contre-amiral (2S) Jean Dufourcq a également servi au Centre d'analyse et de prévision du ministère des Affaires étrangères à Paris, à la Représentation permanente de la France pour l'Union européenne à Bruxelles et au Collège de défense de l'OTAN à Rome[réf. nécessaire].
Il a été de 2007 à 2012 directeur d'étude à l’École militaire à Paris (Cerem puis Irsem). Il a été également enseignant vacataire à Paris II, Paris XI et Bordeaux IV et intervenant régulier au MGIMO de Moscou, aux universités de Beyrouth, Tunis, Alger, Rabat...[réf. nécessaire]
Membre fondateur de la Société de Stratégie, élu à la section militaire de l'Académie de marine en 2008, il a exercé de 2009 à 2014 les fonctions de rédacteur en chef de la Revue défense nationale. Il a été également élu en 2010 membre associé de l'Académie royale suédoise des sciences de la guerre[réf. nécessaire]. 
Il est docteur en science politique et auditeur de la 47e session de l'IHEDN[réf. nécessaire].

## Distinctions
- Officier de la Légion d'honneur, 2002
- Commandeur de l'ordre national du Mérite, 2017

## Publications
En 2011, il publie Paroles d'officiers aux éditions Fayard, puis en 2015, Engagez-vous, la relance stratégique de la France aux éditions Lavauzelle.
Il contribue également à différentes revues spécialisés Agir, Politique étrangère, Commentaire, Revue Défense Nationale, et est régulièrement interviewé dans les médias généralistes.